# Headingley BC
Der Headingley Badminton Club (auch Headingley BC) in ein englischer Badmintonverein aus Leeds.

## Geschichte
Der Verein wurde  1933 gegründet und spielt 2013 in Leeds Badminton League. Er nahm mehrmals am Europapokal im Badminton teil. Dabei gelang dem HBC 1989 der größte Erfolg, als der Verein den Titel im Finale gegen das schwedische Team von Göteborgs BK mit 4:3 gewinnen konnte. 1991 kamen sie abermals ins Finale, verloren aber diesmal das Spiel mit 2:5 gegen den schwedischen Verein Spårvägens GoIF.